# Gambellara (vino)
Il Gambellara, è un vino DOC la cui produzione è consentita nella provincia di Vicenza e concentrata nel comune di Gambellara.

## Caratteristiche organolettiche
- colore: da paglierino a dorato carico, a seconda della struttura, della metodologia di vinificazione e della posizione dei vigneti di provenienza.
- profumo: leggermente vinoso, con profumo accentuato, caratteristico, ricorda la frutta bianca matura e fiori bianchi.
- sapore: asciutto e secco, delicato con finale amarognolo tipico dell'uva garganega, di medio corpo e giusta acidità, molto armonico e di buona beva.

## Storia

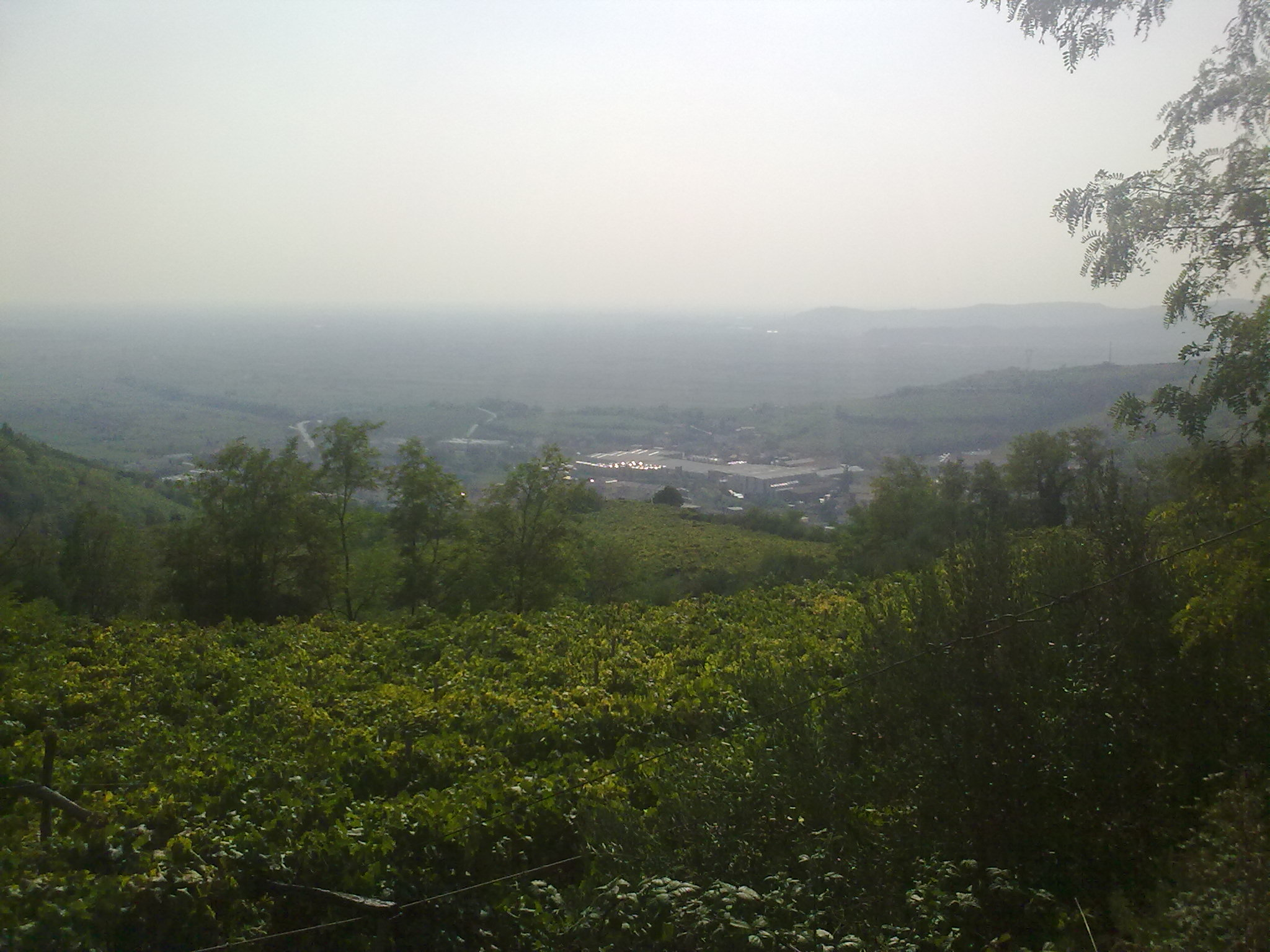
I vigneti che circondano Gambellara

Le colline di Gambellara erano coltivate con viti schiave “a palo secco” fin dal tempo di Ezzelino da Romano (sec. XIII) e producevano un famoso vino bianco dolce sulle pendici del castello di S.Marco e del Montesello; per almeno due-tre secoli fu il vitigno predominante delle aree pedecollinari e delle terre feudali dei Trissino e dei Sarego vitate sui poggi e sulle rive soleggiate del Monte.
A partire dal 1468 e con ampia diffusione nel ‘500 la vite Garganega cominciò a colonizzare e in certi casi a sostituire la schiava sulle colline gambellaresi e sui Lessini sud-orientali; dopo un periodo di crisi, le colline impervie e le coste boscose delle valli furono sistematicamente dissodate e messe a coltura da contadini locali, trasformatisi da affittuali e braccianti in proprietari viticoltori.

## Abbinamenti consigliati
Antipasti di mare, minestre in brodo, zuppe di pesce, uova, pesce e crostacei, frutti di mare in genere, carni bianche; nei ristoranti locali il Gambellara Classico è abbinato al Capretto Bianco di Gambellara, con gli asparagi e il baccalà alla vicentina.

## Produzione
Provincia, stagione, volume in ettolitri
- Vicenza  (1990/91)  52852,59
- Vicenza  (1991/92)  52819,59
- Vicenza  (1992/93)  55044,99
- Vicenza  (1993/94)  56099,39
- Vicenza  (1994/95)  59659,5
- Vicenza  (1995/96)  53622,1
- Vicenza  (1996/97)  76349,12